# Hamisi Amani-Dove
Hamisi Amani-Dove (28 maart 1974) is een Amerikaanse voetballer.
Amani-Dove studeerde af op de Rutgers University, waar hij zes maal de topscorer van de universiteit was. Hij scoorde 32 goals in 72 wedstrijden. Na het behalen van zijn diploma, tekende hij een contract bij de MetroStars, uitkomend in de Major League. Hij maakte indruk en in 1996 wist AZ hem over te halen naar Nederland. Amani-Dove scoorde op 26 april 1998, volgens de kenners, een van de belangrijkste doelpunten voor AZ: de gelijkmaker in de uitwedstrijd tegen ADO Den Haag. Hierdoor werd AZ kampioen van de Eerste divisie en promoveerde het naar de Eredivisie.
Na zijn voetbalcarrière in Nederland, ging Amani-Dove in 1998 spelen voor de Oostenrijkse club Bad Blieberg. Hier scoorde hij in twee seizoenen 32 doelpunten. Vervolgens verhuisde hij naar Israël, waar hij 4 goals maakte voor Tzafririm Holonin in 20 wedstrijden.
Hij keerde in 2001 weer terug naar zijn vaderland. Hij tekende een contract bij de Major League-club Dallas Burn. Maar in 2002 leefde hij in onvrede met het bestuur van de club en verruilde de club voor de USL-club Rochester Rhinos. Zijn laatste club was Virginia Beach Mariners, waarna hij in 2005 met pensioen ging. Tegenwoordig is Amani-Dove een succesvolle manager in Washington DC.